# فرودگاه بین‌المللی رافائل ناندز
 فرودگاه بین‌المللی رافائل ناندز (به انگلیسی: Rafael Núñez International Airport) (به زبان بومی: Aeropuerto Internacional Rafael Núñez) یک فرودگاه همگانی مسافربری با کد یاتا CTG است که یک باند فرود آسفالت دارد و طول باند آن ۲۶۰۰ متر است. این فرودگاه در شهر کارتاگنا کشور کلمبیا قرار دارد و در ارتفاع ۱ متری از سطح دریا واقع شده است.